# IEEE Transactions on Automatic Control
IEEE Transactions on Automatic Control is een internationaal, aan collegiale toetsing onderworpen wetenschappelijk tijdschrift op het gebied van de regeltechniek (control systems). De naam wordt in literatuurverwijzingen meestal afgekort tot IEEE Trans. Automat. Contr. Het wordt uitgegeven door het Institute of Electrical and Electronics Engineers en verschijnt maandelijks.